# 大卡列京齊
50°3′31″N 26°22′38″E / 50.05861°N 26.37722°E
大卡列京齊（烏克蘭語：Великі Калетинці），是烏克蘭西部的村莊，隸屬赫梅利尼茨基州的舍佩蒂夫卡區。該村面積0.12平方公里，2001年人口349，人口密度每平方公里2,837.4人。